# Lijst van Nederlandse deelnemers aan de Olympische Zomerspelen van 1968
Dit is een lijst van Nederlandse deelnemers aan de Olympische Zomerspelen van 1968 in Mexico-Stad.
| Olympiër                    | Sport          | Onderdeel                                                            | Ervaring  |
| --------------------------- | -------------- | -------------------------------------------------------------------- | --------- |
| Marjan Ackermans-Thomas     | atletiek       | vijfkamp                                                             | debutant  |
| Corrie Bakker               | atletiek       | 4x100m estafette                                                     | debutant  |
| Klaas Balk                  | wielrennen     | 4km ploegachtervolging                                               | debutant  |
| Rinus van Beek              | zwemmen        | 200m rugslag                                                         | debutant  |
| Thea Bergers-Duif           | kano           | K-2 500m                                                             | debutant  |
| Toos Beumer                 | zwemmen        | 100m vrije slag                                                      | 2e Spelen |
| Klenie Bimolt               | zwemmen        | 200m schoolslag 4 x 100 meter wisselslag                             | 2e Spelen |
| Boudewijn Binkhorst         | zeilen         | Finnjol klasse (monotype)                                            | debutant  |
| Joost Boks                  | hockey         | team                                                                 | 2e Spelen |
| Jan Bol                     | zeilen         | drakenklasse                                                         | debutant  |
| Piet Bon                    | roeien         | acht                                                                 | debutant  |
| Bart Bongers                | waterpolo      | team                                                                 | debutant  |
| Nel Bos                     | zwemmen        | 100m vrije slag 100m vlinderslag 4x100m vrije slag 4x100m wisselslag | debutant  |
| Aart Brederode              | hockey         | team                                                                 | debutant  |
| Berend Brummelman           | roeien         | vier met stuurman                                                    | debutant  |
| Edo Buma                    | hockey         | team                                                                 | debutant  |
| Paul Bunschoten             | kano           | K-4 1000m                                                            | debutant  |
| Cobie Buter                 | zwemmen        | 100m rugslag 4x100m wisselslag                                       | debutant  |
| Leendert van Dis            | roeien         | dubbeltwee                                                           | debutant  |
| Mariët Dommers              | schoonspringen | 3m plank                                                             | debutant  |
| Fred van Dorp               | waterpolo      | team                                                                 | 3e Spelen |
| Elt Drenth                  | zwemmen        | 200m vrije slag 4x200m vrije slag                                    | debutant  |
| Tom Dronkert                | roeien         | vier met stuurman                                                    | debutant  |
| Harry Droog                 | roeien         | dubbeltwee                                                           | debutant  |
| Sebo Ebbens                 | hockey         | team                                                                 | debutant  |
| John Elffers                | hockey         | team                                                                 | 2e Spelen |
| Gee van Enst                | roeien         | acht                                                                 | debutant  |
| Jan Piet Fokker             | hockey         | team                                                                 | 2e Spelen |
| Toon Geurts                 | kano           | K-2 1000m K-4 1000m                                                  | 3e Spelen |
| Loet Geutjes                | waterpolo      | team                                                                 | debutant  |
| Mia Gommers                 | atletiek       | 800m                                                                 | debutant  |
| Wilma van Gool-van den Berg | atletiek       | 100m 200m 4x100m estafette                                           | debutant  |
| Cor Groot                   | zeilen         | drakenklasse                                                         | debutant  |
| Otto ter Haar               | hockey         | team                                                                 | debutant  |
| Erik Hartsuiker             | roeien         | vier met stuurman                                                    | 2e Spelen |
| Mirjam van Hemert           | zwemmen        | 100m vrije slag 4x100m vrije slag                                    | debutant  |
| Truus Hennipman-Cruiming    | atletiek       | 100m 200m 4x100m estafette                                           | debutant  |
| André Hermsen               | waterpolo      | team                                                                 | debutant  |
| Fedor den Hertog            | wielrennen     | 4km individuele achtervolging 100km ploegentijdrit                   | debutant  |
| Gerard Hijlkema             | hockey         | team                                                                 | debutant  |
| Paul Hoekstra               | kano           | K-1 1000m K-2 1000m                                                  | 2e Spelen |
| Piet Hoekstra               | wielrennen     | 4km ploegachtervolging                                               | debutant  |
| Mirna van der Hoeven-Jansen | atletiek       | 400m                                                                 | debutant  |
| Hans Hoogveld               | waterpolo      | team                                                                 | debutant  |
| Jan van Ispelen             | boksen         | middengewicht                                                        | debutant  |
| Mieke Jaapies               | kano           | K-1 500m K-2 500m                                                    | debutant  |
| Harrie Jansen               | wielrennen     | wegwedstrijd                                                         | debutant  |
| Jan Jansen                  | wielrennen     | 1km sprint tandem                                                    | debutant  |
| Marjan Janus                | zwemmen        | 100m schoolslag                                                      | debutant  |
| Nico de Jong                | zeilen         | Flying Dutchman klasse                                               | 2e Spelen |
| Ilja Keizer-Laman           | atletiek       | 800m                                                                 | debutant  |
| Arie de Keyzer              | hockey         | team                                                                 | 2e Spelen |
| Ewald Kist                  | hockey         | team                                                                 | debutant  |
| Maarten Kloosterman         | roeien         | acht                                                                 | debutant  |
| Ada Kok                     | zwemmen        | 100m vlinderslag 200m vlinderslag 4x100m wisselslag                  | 2e Spelen |
| Arthur Koning               | roeien         | acht                                                                 | debutant  |
| Jan Krekels                 | wielrennen     | wegwedstrijd 100km ploegentijdrit                                    | debutant  |
| Evert Kroon                 | waterpolo      | team                                                                 | debutant  |
| Piet van der Kruk           | gewichtheffen  | zwaargewicht                                                         | debutant  |
| Eljo Kuiler                 | schoonspringen | 3m plank                                                             | debutant  |
| Jan van Laarhoven           | roeien         | acht                                                                 | debutant  |
| Dick Langerhorst            | zwemmen        | 200m vlinderslag 4x200m vrije slag                                   | 2e Spelen |
| Tippy de Lanoy Meijer       | hockey         | team                                                                 | debutant  |
| Leijn Loevesijn             | wielrennen     | 1km sprint 1km tijdrit tandem                                        | debutant  |
| Rudi Lubbers                | boksen         | zwaargewicht                                                         | 2e Spelen |
| Roel Luijnenburg            | roeien         | twee zonder stuurman                                                 | debutant  |
| Ad Moolhuijzen              | waterpolo      | team                                                                 | debutant  |
| Bram Muusse                 | kano           | K-4 1000m                                                            | debutant  |
| Hadriaan van Nes            | roeien         | twee met stuurman                                                    | debutant  |
| Eric Niehe                  | roeien         | acht                                                                 | debutant  |
| Henk Nieuwkamp              | wielrennen     | 4km ploegachtervolging                                               | debutant  |
| Els van Noorduyn            | atletiek       | kogelstoten                                                          | debutant  |
| Ed de Noorlander            | atletiek       | tienkamp                                                             | debutant  |
| Aad Oudt                    | zwemmen        | 200m vrije slag 4x200m vrije slag                                    | 2e Spelen |
| Hans Parrel                 | waterpolo      | team                                                                 | debutant  |
| Hennie Penterman            | zwemmen        | 200m wisselslag 400m wisselslag                                      | debutant  |
| René Pijnen                 | wielrennen     | wegwedstrijd 100km ploegentijdrit                                    | debutant  |
| Jaap Reesink                | roeien         | acht                                                                 | debutant  |
| Hella Rentema               | zwemmen        | 4x100m vrije slag                                                    | debutant  |
| Rody Rijnders               | roeien         | twee met stuurman                                                    | debutant  |
| Herman Rouwé                | roeien         | vier met stuurman                                                    | 2e Spelen |
| Johan Schans                | zwemmen        | 200m vrije slag 4x200m vrije slag                                    | debutant  |
| Bob Schoutsen               | zwemmen        | 100m rugslag 200m rugslag                                            | debutant  |
| Cobie Sikkens               | zwemmen        | 100m rugslag 200m rugslag                                            | debutant  |
| Frans Spits                 | hockey         | team                                                                 | debutant  |
| Heiko van Staveren          | hockey         | team                                                                 | debutant  |
| Jan Steinhauser             | roeien         | acht                                                                 | debutant  |
| Mieke Sterk                 | atletiek       | 200m 4x100m estafette                                                | debutant  |
| Aad Steylen                 | atletiek       | marathon                                                             | debutant  |
| Ruud Stokvis                | roeien         | twee zonder stuurman                                                 | debutant  |
| Herman Suselbeek            | roeien         | twee met stuurman                                                    | debutant  |
| Theo Terlingen              | hockey         | team                                                                 | 3e Spelen |
| Kick Thole                  | hockey         | team                                                                 | debutant  |
| Ben Verhagen                | zeilen         | Flying Dutchman klasse (stuurman)                                    | 3e Spelen |
| Nico van der Voet           | waterpolo      | team                                                                 | 2e Spelen |
| Feike de Vries              | waterpolo      | team                                                                 | debutant  |
| Theo van Vroonhoven         | hockey         | team                                                                 | 3e Spelen |
| Otto Weekhout               | roeien         | vier met stuurman                                                    | 2e Spelen |
| Piet Weemers                | hockey         | team                                                                 | debutant  |
| Bep Weeteling               | zwemmen        | 100m rugslag 200m rugslag 4x100m vrije slag                          | 2e Spelen |
| Eric Wesdorp                | roeien         | acht                                                                 | debutant  |
| Jan Wienese                 | roeien         | skiff                                                                | debutant  |
| Jan Wittenberg              | kano           | K-4 1000m                                                            | 2e Spelen |
| Hans Wouda                  | waterpolo      | team                                                                 | debutant  |
| Joop Zoetemelk              | wielrennen     | 4km ploegachtervolging wegwedstrijd 100km ploegentijdrit             | debutant  |
| Tilly van der Zwaard        | atletiek       | 800m                                                                 | 2e Spelen |
| Pieter de Zwart             | zeilen         | drakenklasse                                                         | debutant  |